# Tethina litocola
Tethina litocola är en tvåvingeart som beskrevs av Lorenzo Munari och Ebejer 2001. Tethina litocola ingår i släktet Tethina och familjen Canacidae.
Artens utbredningsområde är Tunisien. Inga underarter finns listade i Catalogue of Life.